# بريسيلا بارنز
بريسيلا بارنز (بالإنجليزية: Priscilla Barnes)‏ هي ممثلة أمريكية، ولدت في 7 ديسمبر 1955 في الولايات المتحدة.

## أعمال

### أفلام
- (1989) رخصة للقتل[5][6]
- (2005) منبوذو الشيطان

### مسلسلات
- إن سي آي إس
- ثريز كومباني

## وصلات خارجية
- بريسيلا بارنز على موقع IMDb (الإنجليزية)
- بريسيلا بارنز على موقع ألو سيني (الفرنسية)
- بريسيلا بارنز على موقع ميوزك برينز (الإنجليزية)
- بريسيلا بارنز على موقع أول موفي (الإنجليزية)
- بريسيلا بارنز على موقع قاعدة بيانات الأفلام السويدية (السويدية)
- بريسيلا بارنز على موقع إن إن دي بي (الإنجليزية)
- بريسيلا بارنز على موقع ديسكوغز (الإنجليزية)
- بريسيلا بارنز على موقع قاعدة بيانات الفيلم (الإنجليزية)
- بريسيلا بارنز على موقع كينوبويسك (الروسية)